# 아이스 에이지6
"아이스 에이지 6"(영어: Ice Age 6)는 2026년 개봉 예정인 미국의 모험 코미디 애니메이션 영화이다. 영화 《아이스 에이지》 시리즈의 여섯 번째 작품이다.

## 성우진
- 레이 로마노 - 매니
- 존 레귀자모 - 시드
- 데니스 리어리 - 디에고
- 퀸 라티파 - 엘리
- 사이먼 페그 - 벅 역